# Gyula Wlassics

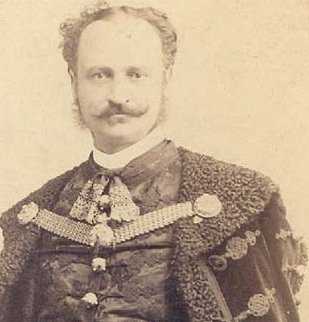
Gyula Wlassics

Gyula (Julius) Wlassics, född 17 mars 1852 i Zalaegerszeg, död 30 mars 1937 i Budapest, var en ungersk jurist och politiker. 
Wlassics verkade efter avslutade universitetsstudier som ämbetsman, särskilt sysselsatt med lagreformarbete, och utvecklade livlig juridisk författarverksamhet, varunder han bland annat redogjorde för källorna till och utvecklingen av ungerska straffrätten i samlingsverket "Strafgesetzgebung der Gegenwart" (1894 f.). 
År 1890 kallades Wlassics till professor i straffrätt i Budapest, blev 1892 deputerad och bidrog, ansluten till det liberala partiet, kraftigt till införande av religionsfrihet och civiläktenskap i sitt land. År 1895 inträdde han som kultus- och undervisningsminister i kabinettet Dezső Bánffy och utvecklade som sådan en livlig och högt uppskattad reformverksamhet i alla kulturfrågor; bland annat reformerades under denna tid den högre flickskolan, öppnades universiteten för kvinnan och förbättrades folkskolan (bland annat genom införande av slöjdundervisning) högst väsentligt. 
Vid kabinettets demission 1899 kvarstod Wlassics som kultusminister i kabinettet Kálmán Széll. Han återvände 1903 till sin professur, men utnämndes 1906 till president i regeringsrätten.